# Maarten Inghels

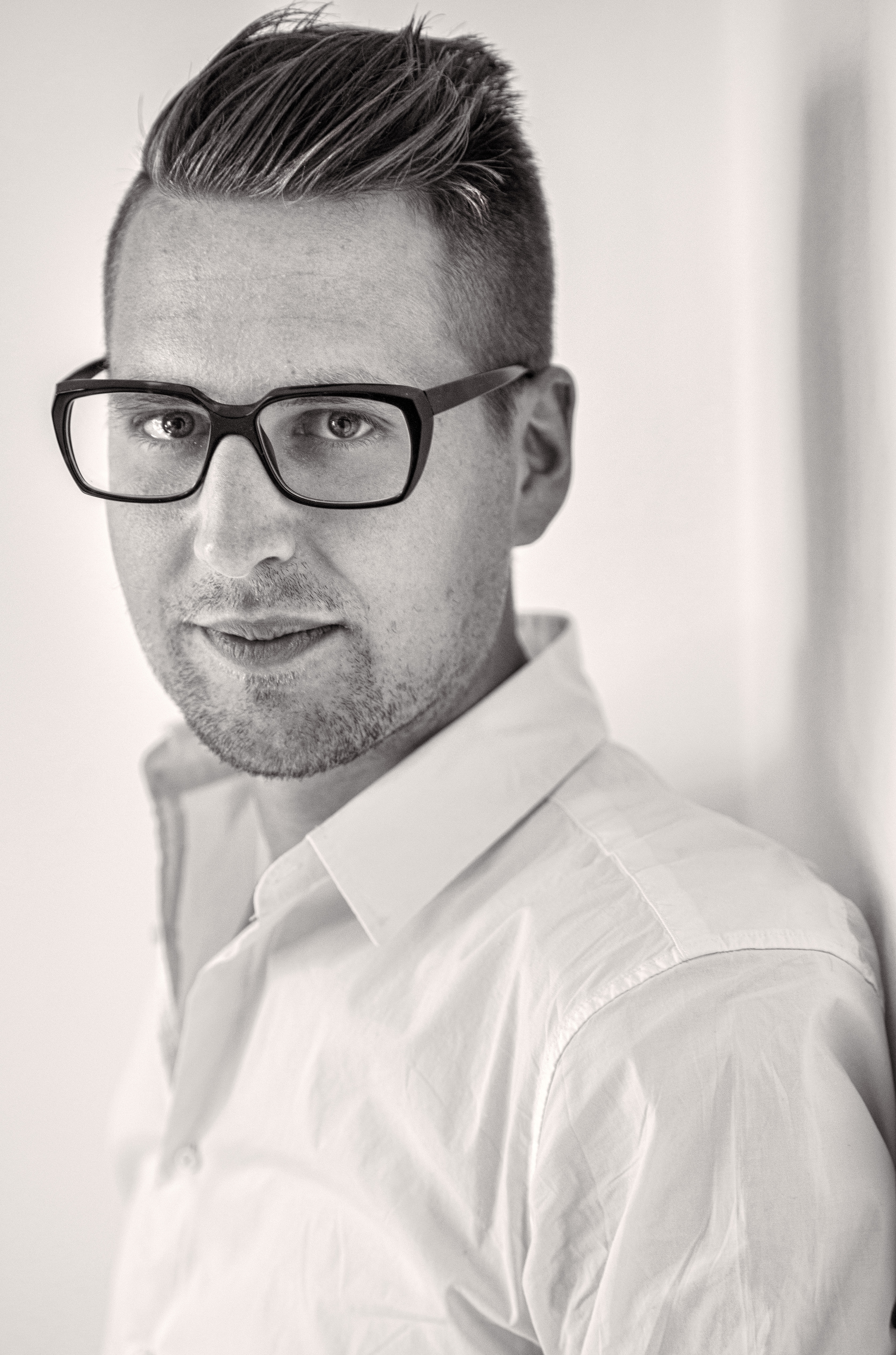
Maarten Inghels, 2015.

Maarten Inghels (Borgerhout, 12 februari 1988) is een Vlaams dichter, schrijver en beeldend kunstenaar. 
Inghels debuteerde in 2008 met Tumult, het zeventiende deel in de Sandwich-reeks van oud-Dichter des Vaderlands Gerrit Komrij. Het achttiende deel (dat tegelijkertijd werd uitgebracht) was een postume uitgave van Paul Verbruggen (1891-1966): Er is iets om de dingen heen.
In 2009 verscheen in beperkte oplage de bibliofiele bundel Het abattoir van het afscheid, uitgegeven en (met de hand) gezet door Dick Wessels. Deze bundel werd hernomen in zijn volgende dichtbundel Waakzaam uit 2011, Inghels' eerste publicatie bij De Bezige Bij Antwerpen.
Bij diezelfde uitgeverij verscheen in september 2012 zijn debuutroman De handel in emotionele goederen, een verhaal over de dood na het leven.
Maarten Inghels was de oprichter van De Eenzame Uitvaart te Antwerpen, een initiatief waarbij een passend gedicht bij de uitvaart van eenzame overledenen wordt voorgedragen. Hij was van 2009 tot 2018 coördinator van het project.
In 2016 volgde Inghels Stijn Vranken op als stadsdichter van Antwerpen, tot 2018. 
Met zijn roman Het mirakel van België (2021) over meesteroplichter Piet Van Haut maakte hij de overstap naar Das Mag uitgevers. Vervolgens publiceerde hij er de novelle Hannibal & Gideon (2025) over zijn voettocht over de Alpen in het spoor van Hannibal.
Inghels is ook actief als beeldend kunstenaar. Hij maakt sculpturen, tekeningen, installaties en performances.  
Sinds 2018 reikt hij met auteur Vincent Van Meenen jaarlijks de Vincent Van Meenenprijs en Maarten Inghelsprijs uit. De winnaars krijgen een trofee die jaarlijks van vorm verandert. In 2018 ging het prijzengeld van 7500 euro van de Vincent Van Meenenprijs naar Maarten Inghels en de Maarten Inghelsprijs voor een even groot bedrag naar Vincent Van Meenen. In 2020 reikten Maarten Inghels en Vincent Van Meenen elkaar een koperen ster uit die werd geïnstalleerd in het straatbeeld van Antwerpen, om de dag erop na protest van de Joodse gemeenschap te worden verwijderd. In 2024 werden eredoctoraten toegekend in de Kapel van de Grauwzusters aan de Universiteit Antwerpen. Inghels en Van Meenen dragen voortaan de aanspreektitel doctor honoris causa. 

## Noot
1. ↑  schrijversgewijs.be - Vlaamse schrijvers, 1830-heden. Gearchiveerd op 23 april 2024.
2. ↑  eenzameuitvaart.be - de Eenzame Uitvaart, gedichten om niet meer te vergeten
3. ↑  Nieuws: Maarten Inghels stapt van De Bezige Bij over naar Das Mag (25 mei 2021).
4. ↑  Geert Sels, Iedereen heeft prijs (27 september 2018). Geraadpleegd op 17 juni 2025.
5. ↑  DA, Literaire ster doet te veel denken aan Davidster, en dus verwijdert stad Antwerpen ze amper één dag na onthulling (17 december 2020). Geraadpleegd op 17 juni 2025.

- Gemeinsame Normdatei: 1033551740
- International Standard Name Identifier: 0000 0003 6881 5129
- Library of Congress Control Number: no2013029327
- Nationale Bibliotheek van Tsjechië: av20221153779
- Nederlandse Thesaurus van Auteursnamen: 315593776
- Système universitaire de documentation: 261930478
- Virtual International Authority File: 286633573
- WorldCat: E39PBJp9pjCR3hjtrprMMxWMT3